# بوشيني فربيوني
بوشيني فربيوني (الاسم العلمي: Puccinia euphorbiae) هو نوع من الفطريات يتبع جنس البوشيني من فصيلة البوشينية.